# Françoise Landowski-Caillet
Françoise Landowski-Caillet (* 3. März 1917 in Boulogne sur Seine; † 12. Dezember 2007 in Boulogne-Billancourt) war eine französische Pianistin und Malerin.

## Leben
Landowski absolvierte das Französische Lyzeum in Rom, die philosophische Fakultät der Sorbonne und das Nationale Musikkonservatorium, wo sie den ersten Preis als Pianistin erhielt. Als Solistin wirkte sie seit 1942 in Symphonieorchestern, bei zahlreichen Radiosendern in Europa und im Nahen Osten mit. Sie unterrichtete an den städtischen Musikkonservatorien von Saint-Denis und Bobigny. Landowski absolvierte zahlreiche Konzertreisen und internationale Tourneen. Musikalisch war sie für die Alliance française und ORTF tätig.
In späterer Zeit wandte sich Landowski der Malerei zu. Sie war eine Autodidaktin mit Tendenz zum Expressionismus und malte unter anderem religiöse Szenen. Landowski unterrichtete Malerei an der Akademie von Nizza. Zu ihren Werken im öffentlichen Raum gehören Buntglasfenster und Kreuzwegstationen in zwei Kirchen von Six-Fours-les-Plages im Département Var sowie die Dekoration der Eingangshalle des Kulturzentrums von Sanary-sur-Mer. Sie stellte in Frankreich, Belgien, China, der Schweiz und in den Vereinigten Staaten aus. Bei ihrer Arbeit verband sie Ausstellungen und Konzerte.
Landowski war Mitglied der Académie du Var, der internationalen Academia del Verbano in Vercelli und des Komitees der National Society of Fine Arts.

## Familie
Landowski war die Tochter des Bildhauers Paul Landowski (1875–1961) sowie die Urenkelin des Geigers und Komponisten Henri Vieuxtemps (1820–1881). Sie heiratete 1942 den Autor Gérard Caillet, mit dem sie zwei Töchter hatte. Ihr Bruder war der Komponist Marcel Landowski (1915–1999), ihre Nichte ist die Musikerin und Sängerin Manon Landowski (* 1964).